# Municipio de San Lorenzo (Oaxaca)
El municipio de San Lorenzo es uno de los 570 municipios que conforman al estado mexicano de Oaxaca. Pertenece al distrito de Jamiltepec, dentro de la región costa. Su cabecera es la localidad de San Lorenzo.

## Geografía
El municipio abarca 63.38 km² y se encuentra a una altitud promedio de 230 m s. n. m., oscilando entre 900 y 100 m s. n. m.
Colinda al norte con San Agustín Chayuco y San Juan Colorado, al este con San Agustín Chayuco, al sur con Santa Catarina Mechoacán y San Andrés Huaxpaltepec, y al oeste con Pinotepa de Don Luis y San Juan Colorado.

### Fisiografía
El municipio pertenece a la subprovincia de las Costas del sur, dentro de la provincia de la Sierra Madre del Sur. Su territorio lo abarca el sistema de topoformas del Valle de laderas tendidas con lomerío en el 56%, sierra baja compleja en el 42% y lomerío con llanuras en el 2% restante.

### Hidrografía
San Lorenzo se encuentra en la subcuenca del río La Arena, perteneciente a la cuenca homónima, dentro de la región hidrológica de Costa Chica-Río Verde. Los ríos más importantes de la demarcación son el río Canoa y el río La Arena.

## Clima
El clima del municipio es cálido subhúmedo con lluvias todo el año en la totalidad de su territorio. El rango de temperatura promedio es de 20 a 22 grados celcius, el mínimo promedio es de 10 a 20 grados y el máximo promedio de 28 a 30 grados. El rango de precipitación media anual es de 1500 a 1800 mm, los meses de lluvia son de diciembre a mayo.

## Demografía
De acuerdo al último censo, realizado por el INEGI en 2010, en el municipio habitan 5955 personas, repartidas entre 8 localidades. Del total de pobladores de San Lorenzo, 4148 personas dominan alguna lengua indígena.

### Grado de marginación
De acuerdo a los estudios realizados por la Secretaría de Desarrollo Social en 2010, el 62% de la población del municipio vive en condiciones de pobreza extrema. El grado de marginación de San Lorenzo es Muy alto. Desde 2013 es parte de la Cruzada nacional contra el hambre.